# Amanda Browder
Amanda Browder (nacida en 1976 en Missoula, MT) es una artista estadounidense de instalación conocida por sus instalaciones de tela a gran escala en la construcción de exteriores y otros sitios públicos. Su trabajo incorpora materiales donados y a voluntariosde cada lugar, creando arte específico para el sitio. Ha recibido subvenciones del Fondo Nacional de las Artes y la Beca de Transformación de la Universidad de Nevada, Las Vegas (UNLV).

## Biografía
Browder se crio en Montana. Comenzó a coser cuando estaba en tercer grado, lo que marcó el inicio de su interés por las telas. Browder recibió un título de la Universidad de Wisconsin-Madison y ha enseñado en la School of the Art Institute of Chicago. Reside en Brooklyn, Nueva York.

## Carrera profesional
Browder realiza instalaciones textiles a gran escala para exteriores de edificios y otros sitios públicos. Browder formó parte del espectáculo, "Hubris", en el Hyde Park Art Center en 2004. En 2005, ella junto a Duncan MacKenzie y Richard Holland fundaron el podcast "Bad at Sports" que da cobertura y visibiliza iniciativas artísticas locales. Browder colaboró con el comisario jefe de la Art Gallery of Mississauga Stuart Keeler en varios proyectos entre 2006 y 2008 como el colectivo conocido como Career Day.
En 2010, Browder hizo una presentación en la Winkelman Gallery en Chelsea para la exposición "#class". También en 2010, trabajó en una obra de arte público en colaboración con la Coalición de Arte Público del Norte de Brooklyn. El proyecto se llamó "Future Phenomenon" (Fenómeno del futuro) y alentó a los residentes de Brooklyn a trabajar juntos en un proyecto de costura a gran escala.
Browder expuso una obra en el evento Arts @ Renaissance de 2012 en Greenpoint, Brooklyn; otra obra en el Dumbo Arts Festival de 2012 en Brooklyn; una más en el Festival Ciudad Ideas del Nuevo Museo; y un proyecto en el FAB Fest 2013 en la ciudad de Nueva York. Browder participó en el evento anual Bushwick Open Studios en 2013. Browder también ha exhibido su obra en una fiesta de Kickstarter en Greenpoint, Brooklyn, celebrando la apertura de un nuevo edificio de la compañía en 2014.
Browder también ha expuesto en la Universidad de Alabama en Birmingham AAHD, Birmingham, AL; Festival de Arte Público Nuit Blanche / LEITMOTIF en Toronto; Mobinale, Praga; Galería Allegra LaViola, Nueva York; Galería Nakaochiai, Tokio; White Columns, Nueva York; Ya no está vacío, Brooklyn. El primer debut de Browder con patrones digitales generados por computadora a gran escala fue el proyecto 'At Night We Light Up for the Indianapolis Power & Light Building, presentado el 30 de junio de 2016 y exhibido durante aquel agosto como parte de un festival de luces interactivo gratuito organizado por la Fundación Comunitaria de Indiana Central.
En 2016, recibió su primera subvención del National Endowment for the Arts para trabajar con el Museo Albright Knox para cubrir la Biblioteca Pública de Buffalo. En 2016, enfundó tres edificios históricos en Buffalo utilizando cientos de yardas de tela donada. Los tres edificios eran el 950 Broadway, la antigua Iglesia Episcopal Metodista de Richmond en Richmond Avenue y West Ferry Street y Clifton Hall de Albright-Knox. Las piezas fueron creadas a partir de telas recolectadas y donadas de toda el área de Buffalo, y cosidas por un grupo de voluntarios de la comunidad.
En abril de 2019, Browder instaló "The Land of Hidden Gems" en su calidad de primera becaria de transformación de la UNLV. En junio de 2019, Browder instaló "City of Threads" en el Arlington Arts Center en Arlington, Virginia. En septiembre de 2019 instaló "Kaleidoscopic" en "Project 1" de ArtPrize en los Grand Rapids de Michigan. Incluyó cubrir un edificio de centro comunitario y cubrir cuatro paseos aéreos ubicados en el centro de Grand Rapids.

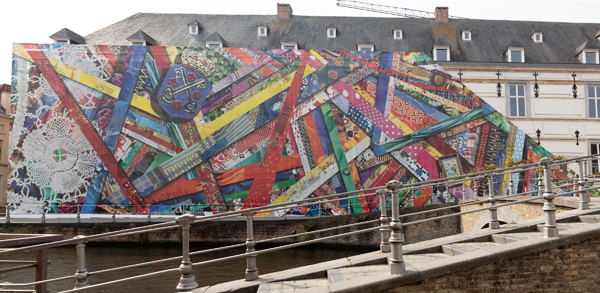
Obra de Browder en Brujas

En 2021 Browder fue invitada a participar en la Bruges Triennial en Brujas, Bélgica. Su entrada Happy Coincidences consta de tres instalaciones temporales y una permanente por toda la ciudad. Una de las instalaciones consiste es un gran lienzo digital impreso sobre una malla arquitectónica que cuelga a lo largo del Verversdijk.